# Kyla Ashley Richardson
Kyla Ashley Richardson (* 17. April 1998 in Los Angeles) ist eine US-amerikanisch-philippinische Leichtathletin, die sich auf den Sprint spezialisiert hat. Auch ihre Zwillingsschwester Kayla Anise  Richardson ist als Leichtathletin aktiv.

## Sportliche Laufbahn
Erste internationale Erfahrungen sammelte Kyla Ashley Richardson im Jahr 2013, als sie bei den Jugend-Asienspielen in Nanjing in 12,38 s den sechsten Platz im 100-Meter-Lauf belegte. 2015 nahm sie erstmals an den Südostasienspielen in Singapur teil und gelangte dort mit 45,64 s auf den sechsten Platz mit der philippinischen 4-mal-100-Meter-Staffel. 2019 gewann sie dann bei den Südostasienspielen in Capas in 44,57 s die Silbermedaille mit der Staffel hinter dem Team aus Thailand und 2022 sicherte sie sich bei den Südostasienspielen in Hanoi in 23,56 s die Silbermedaille im 200-Meter-Lauf hinter der Singapurerin Shanti Pereira. Im Jahr darauf schied sie bei den Südostasienspielen in Phnom Penh mit 12,40 s im Vorlauf über 100 Meter aus und gelangte mit der Staffel mit 45,17 s auf Rang fünf.

## Persönliche Bestleistungen
- 100 Meter: 11,52 s (+1,9 m/s), 29. April 2022 in San Diego
  - 60 Meter (Halle): 7,67 s, 29. Januar 2022 in Seattle
- 200 Meter: 23,50 s (+1,6 m/s), 29. April 2022 in San Diego